# Joseph J. DioGuardi
Joseph J. DioGuardi (New York, 20 settembre 1940) è un politico statunitense, di origini italo-albanesi (arbëreshë).
Fu membro nella Camera dei Rappresentanti, attraverso la quale rappresenta il 20º distretto congressuale di New York dal 1985 al 1989. Successivamente è stato presidente della Lega Civica americana albanese.
DioGuardi fa parte del partito repubblicano ed ha lanciato, senza successo, diversi tentativi di riguadagnare un posto nel Congresso. Recentemente, nel giugno del 2007, il suo nome venne accennato come possibile candidato per il 19º congresso del distretto di New York, cosicché affrontò John Hall nell'elezione del 2008.

## Biografia
Joseph J. Dioguardi nacque a New York nel 1940. Suo padre era nativo di Greci, comune arbëreshë nella provincia di Avellino
La moglie di Dioguardi, Shirley Cloyes Dioguardi è stata consulente d'affari e cofondatrice della Lega Civica americana albanese. I Dioguardi risiedono a Ossining, New York. Hanno una sola figlia, Kara DioGuardi, compositrice e cantante.

## Carriera politica
Nel novembre del 1984, Dioguardi fu eletto al Congresso come primo ragioniere iscritto all'albo della Camera dei Rappresentanti. Inoltre, venne rieletto nel 1986 e servì nel Congresso dal 1985 al 1989.

### Carriera congressuale
Al Congresso, Dioguardi ebbe l'incarico di direttore finanziario, il quale affidò vari compiti di un CFO ad ogni reparto e all'agenzia del governo americano. Una successiva versione fu passata dal Congresso e firmata dal presidente George H. W. Bush, nel 1990, due anni dopo che Dioguardi lasciò il suo ufficio. Nel 1986, con il membro del congresso democratico Michael Leland, Dioguardi iniziò una legislazione per conferire la Medaglia d'Onore sulla Prima e sulla seconda guerra mondiale agli eroi militari. Dioguardi fu sconfitto per la rielezione del 1988, dall'attivista liberale Nita Lowey.
Gli anni seguenti, Dioguardi fece una serie di campagne deludenti per ritornare al Congresso. Dioguardi vinse come repubblicano primario nel 1992, ma poi perse nell'elezione generale. Ancor peggio furono le corse del 1994 e del 1996, contro la repubblicana Sue Kelly ed il democratico Hamilton Fish V. Fece ulteriori tentativi anche nelle corse del 1998 e nel 2000, ma alla fine decise di ritirarsi durante la corsa.

### Fuori dal congresso
Dopo aver lasciato il Congresso nel 1989, Dioguardi istituì una fondazione chiamata "Verità al Governo" ("Truth In Government"), che difende le riforme fiscali e federali.
Nello stesso anno, con il membro del congresso Tom Lantos, si recò in Albania, apportando aiuto contro il comunismo. Nell'agosto del 1990, Dioguardi persuase Bob Dole ed altri sei senatori americani a visitare alcune cittadine albanesi nel Kosovo. Nel settembre del 1996, ritornò ancora in Albania, insieme a Ben Gilman, dove s'incontro con il presidente albanese Sali Berisha per discutere sulla sicurezza e sui diritti dei cittadini greci dell'Albania meridionale. Nel giugno del 1997, Dioguardi condusse una delegazione ad esaminare le elezioni nazionali in Albania e, nell'agosto del 1998, si recò di nuovo sul posto per stimare la crisi umanitaria prodotta dalla guerra in Kosovo, alla richiesta del membro del congresso Dana Rohrabacher.

### Campagna congressuale, 2008
Nel dicembre del 2006, Dioguardi espresse interesse nel correre ancora per il Congresso del 2008 contro John Hall, di recente rieletto. Il legislatore provinciale di Westchester, George Oros, dichiarò la sua intenzione nello sfidare Dioguardi. Il 22 maggio 2008, Dioguardi si incontrò con gli altri rappresentanti a Mahopac, nello stato di New York, per eleggere un candidato; fu Kieran Lalor a vincere con 347 voti, contro i 311 di Oros ed i 102 di DioGuardi.